# Павел Шопов
Павел Димитров Шопов е български политик, народен представител от СДС в XXXVI и XXXVII народно събрание (1991 – 1997), и от „Атака“ в XL, XLI, XLII и XLIV народно събрание.

## Биография
Павел Шопов е роден на 13 септември 1955 г. в Пловдив. Там завършва гимназия, а през 1981 – специалност „Право“ в Софийски университет „Св. Климент Охридски“. Работи като стажант-съдия в Окръжен съд-Пловдив през 1981 – 83, след което е районен съдия в Районен съд-Пловдив през 1983 – 89 г. След 1989 е адвокат на свободна практика в Пловдив и Карлово до 1991 г.
Владее немски и руски език. Неженен.

## Политическа кариера
Павел Шопов е член на Християн-демократическия съюз (в СДС) от 1989 г. и член на координационния съвет на тази партия. Заместник-председател на ХДС 1991 – 96 г. Председател на ХДС декември 1996 – февруари 1997 г. Член на Националния координационен съвет на СДС от 1992 г. Депутат от Пловдив в 36 Народно (Парламентарна група на СДС). Депутат от Пловдив в XXXVII НС (ПГ на СДС).
В XL народно събрание е депутат от „Атака“, като е заместник-председател на парламентарната група на Коалиция „Атака“ (13 юли 2005 до 17 юни 2009 г.) и член на комисиите по бюджет и финанси (24 август 2005 до 25 юни 2009 г.) и по правните въпроси (11 юли 2005 до 25 юни 2009 г.). Участва и във „Временна анкетна комисия за изясняване на обстоятелствата по престоя в Република България на Сретен Йоцич (Йосич), гражданин на бивша Югославия, арестуван на 21.6.2002 г. с международна заповед за задържане и екстрадиран в Кралство Холандия, както и да проучи твърденията на горепосоченото лице за евентуална съпричастност и покровителство от страна на българските държавни органи за периода на пребиваването му у нас“. В XLI народно събрание е заместник-председател на Парламента от квотата на „Атака“.

## Законопроекти
Павел Шопов участва в разработката и инициирането на редица законопроекти – новия Закон за Сметната палата, приет през декември 2010 г. след президентско вето и др.
Като депутат в XL народно събрание внася Законопроект за изменение на Закона за събранията, митингите и манифестациите, Законопроект за изменение и допълнение на Наказателния кодекс, Законопроект за възстановяване имотите на Българската православна църква и Законопроект за възстановяване в активите на Държавата на Българската телекомуникационна компания.

## Участие в избори
Павел Шопов е кандидат за вицепрезидент на Волен Сидеров на изборите през 2006. Стигат до балотаж, който загубват от Георги Първанов с 597 175 на 1 780 193 гласа.
| Резултати от президентските избори в България на 22/29 октомври 2006 година | Резултати от президентските избори в България на 22/29 октомври 2006 година | Резултати от президентските избори в България на 22/29 октомври 2006 година | Резултати от президентските избори в България на 22/29 октомври 2006 година | Резултати от президентските избори в България на 22/29 октомври 2006 година | Резултати от президентските избори в България на 22/29 октомври 2006 година | Резултати от президентските избори в България на 22/29 октомври 2006 година |
| --- | --------------------------------------------------------------------------- | --------------------------------------------------------------------------- | --------------------------------------------------------------------------- | --------------------------------------------------------------------------- | --------------------------------------------------------------------------- | --------------------------------------------------------------------------- |
| \| Кандидат-президент \| Кандидат-вицепрезидент \| Издигнати от: \| Гласове на I тур \| Процент гласове на I тур \| Гласове на II тур \| Процент гласове на II тур \| \| ------------------------------------ \| ---------------------- \| ------------------------------ \| ---------------- \| ------------------------ \| ----------------- \| ------------------------- \| \| Неделчо Беронов \| Юлиана Николова \| Инициативен комитет \| 271 078 \| 9,753% \| \| \| \| Любен Петров \| Нели Топалова \| Инициативен комитет \| 13 854 \| 0,498% \| \| \| \| Георги Първанов \| Ангел Марин \| Инициативен комитет \| 1 780 119 \| 64,047% \| 2 050 488 \| 75,948% \| \| Григор Велев \| Йордан Мутафчиев \| Целокупна България \| 19 857 \| 0,714% \| \| \| \| Петър Берон \| Стела Банкова \| Инициативен комитет \| 21 812 \| 0,785% \| \| \| \| Волен Сидеров \| Павел Шопов \| ПП „Атака“ \| 597 175 \| 21,486% \| 649 387 \| 24,052% \| \| Георги Марков \| Мария Иванова \| Ред, законност и справедливост \| 75 478 \| 2,716% \| \| \| \| Общо: \| Общо: \| Общо: \| 2 779 373 \| 2 779 373 \| 2 699 875 \| 2 699 875 \| \| Десница и център Крайно дясно Левица \| \| \| \| \| \| \| |                                                                             |                                                                             |                                                                             |                                                                             |                                                                             |                                                                             |
| Кандидат-президент | Кандидат-вицепрезидент                                                      | Издигнати от:                                                               | Гласове на I тур                                                            | Процент гласове на I тур                                                    | Гласове на II тур                                                           | Процент гласове на II тур                                                   |
| Неделчо Беронов | Юлиана Николова                                                             | Инициативен комитет                                                         | 271 078                                                                     | 9,753%                                                                      |                                                                             |                                                                             |
| Любен Петров | Нели Топалова                                                               | Инициативен комитет                                                         | 13 854                                                                      | 0,498%                                                                      |                                                                             |                                                                             |
| Георги Първанов | Ангел Марин                                                                 | Инициативен комитет                                                         | 1 780 119                                                                   | 64,047%                                                                     | 2 050 488                                                                   | 75,948%                                                                     |
| Григор Велев | Йордан Мутафчиев                                                            | Целокупна България                                                          | 19 857                                                                      | 0,714%                                                                      |                                                                             |                                                                             |
| Петър Берон | Стела Банкова                                                               | Инициативен комитет                                                         | 21 812                                                                      | 0,785%                                                                      |                                                                             |                                                                             |
| Волен Сидеров | Павел Шопов                                                                 | ПП „Атака“                                                                  | 597 175                                                                     | 21,486%                                                                     | 649 387                                                                     | 24,052%                                                                     |
| Георги Марков | Мария Иванова                                                               | Ред, законност и справедливост                                              | 75 478                                                                      | 2,716%                                                                      |                                                                             |                                                                             |
| Общо: | Общо:                                                                       | Общо:                                                                       | 2 779 373                                                                   | 2 779 373                                                                   | 2 699 875                                                                   | 2 699 875                                                                   |
| Десница и център Крайно дясно Левица |                                                                             |                                                                             |                                                                             |                                                                             |                                                                             |                                                                             |